# Futbol'nyj Klub Šachtar Donec'k 2012-2013
Questa voce raccoglie le informazioni riguardanti il Futbol'nyj Klub Šachtar Donec'k nelle competizioni ufficiali della stagione 2012-2013.

## Maglie e sponsor
Lo sponsor tecnico per la stagione 2012-2013 è Nike mentre lo sponsor ufficiale è System Capital Management. Per questa stagione ci sono due maglie: la prima è a righe nere e arancioni, con pantaloncini neri e calzettoni arancioni; la seconda è bianca con una banda orizzontale arancione e nera, pantaloncini e calzettoni bianchi.
| Casa | Trasferta |

## Rosa
Rosa aggiornata al 1º marzo 2013.
| N. |                      | Ruolo | Calciatore          |
| -- | -------------------- | ----- | ------------------- |
| 2  | Ucraina (bandiera)   | D     | Oleksij Poljans'kyj |
| 3  | Rep. Ceca (bandiera) | D     | Tomáš Hübschman     |
| 5  | Ucraina (bandiera)   | D     | Oleksandr Kučer     |
| 6  | Ucraina (bandiera)   | C     | Taras Stepanenko    |
| 7  | Brasile (bandiera)   | C     | Fernandinho         |
| 9  | Brasile (bandiera)   | A     | Luiz Adriano        |
| 10 | Brasile (bandiera)   | C     | Willian             |
| 11 | Croazia (bandiera)   | A     | Eduardo             |
| 13 | Ucraina (bandiera)   | D     | V″jačeslav Ševčuk   |
| 14 | Ucraina (bandiera)   | C     | Vasyl' Kobin        |
| 17 | Brasile (bandiera)   | A     | Maicon              |
| 18 | Ucraina (bandiera)   | A     | Marko Dević         |
| 19 | Ucraina (bandiera)   | C     | Oleksij Haj         |
| 20 | Brasile (bandiera)   | A     | Douglas Costa       |
| 21 | Brasile (bandiera)   | C     | Alan Patrick        |
| 22 | Armenia (bandiera)   | C     | Henrix Mxit'aryan   |
| 23 | Ucraina (bandiera)   | D     | Mykola Iščenko      |

| N. |                    | Ruolo | Calciatore          |
| -- | ------------------ | ----- | ------------------- |
| 24 | Ucraina (bandiera) | D     | Dmytro Čyhryns'kyj  |
| 25 | Ucraina (bandiera) | C     | Dmytro Hrečyškin    |
| 26 | Romania (bandiera) | D     | Răzvan Raț          |
| 28 | Brasile (bandiera) | C     | Taison              |
| 29 | Brasile (bandiera) | C     | Alex Teixeira       |
| 30 | Ucraina (bandiera) | P     | Andrij Pjatov       |
| 31 | Brasile (bandiera) | D     | Ismaily             |
| 32 | Ucraina (bandiera) | P     | Anton Kaniboloc'kyj |
| 33 | Croazia (bandiera) | C     | Darijo Srna         |
| 35 | Ucraina (bandiera) | P     | Mykyta Ševčenko     |
| 38 | Ucraina (bandiera) | D     | Serhij Kryvcov      |
| 44 | Ucraina (bandiera) | D     | Jaroslav Rakyc'kyj  |
| 77 | Brasile (bandiera) | C     | Ilsinho             |
| 92 | Ucraina (bandiera) | A     | Pylyp Budkivs'kyj   |
| 95 | Ucraina (bandiera) | D     | Eduard Sobol'       |
| -  | Brasile (bandiera) | A     | Dentinho            |
| -  | Ucraina (bandiera) | P     | Bohdan Šust         |

## Calciomercato

### Sessione estiva
| Acquisti | Acquisti            | Acquisti   | Acquisti      |
| R.       | Nome                | a          | Modalità      |
| -------- | ------------------- | ---------- | ------------- |
| P        | Anton Kaniboloc'kyj | Dnipro     | definitivo    |
| D        | Oleksij Poljans'kyj | Illičivec' | fine prestito |
| A        | Marko Dević         | Metalist   | definitivo    |
| A        | Maicon              | Volyn'     | definitivo    |

| Partenze | Partenze             | Partenze    | Partenze      |
| R.       | Nome                 | a           | Modalità      |
| -------- | -------------------- | ----------- | ------------- |
| P        | Rustam Chudžamov     | Illičivec'  | definitivo    |
| P        | Oleksandr Rybka      | -           | rescissione   |
| P        | Jurij Virt           | -           | fine carriera |
| D        | Bohdan Butko         | Illičivec'  | prestito      |
| D        | Oleksandr Čyžov      | Illičivec'  | prestito      |
| D        | Artem Fedec'kyj      | Dnipro      | definitivo    |
| C        | V″jačeslav Čurko     | Hoverla     | prestito      |
| C        | Roman Emel'janov     | Illičivec'  | prestito      |
| C        | Oleksandr Karavajev  | Sevastopol' | prestito      |
| C        | Denys Kožanov        | Illičivec'  | prestito      |
| C        | Kostjantyn Kravčenko | -           | svincolato    |
| C        | Ruslan Malinovs'kyj  | Sevastopol' | prestito      |
| C        | Vladyslav Nasibulin  | Zirka       | prestito      |
| C        | Tornik'e Okriashvili | Illičivec'  | prestito      |
| C        | Yaroslav Oliynyk     | Zorja       | prestito      |
| C        | Davit Targamadze     | Illičivec'  | prestito      |
| C        | Vitalij Vicenec'     | Illičivec'  | prestito      |
| A        | Julius Aghahowa      | -           | svincolato    |
| A        | Ruslan Fomin         | -           | svincolato    |
| A        | Maicon               | Zorja       | prestito      |
| A        | Jevhen Selezn'ov     | Dnipro      | definitivo    |

### Sessione invernale
| Acquisti | Acquisti          | Acquisti            | Acquisti      |
| R.       | Nome              | a                   | Modalità      |
| -------- | ----------------- | ------------------- | ------------- |
| D        | Ismaily           | Braga               | definitivo    |
| D        | Eduard Sobol'     | Metalurh Zaporižžja | definitivo    |
| C        | Dmytro Hrečyškin  | Illičivec'          | definitivo    |
| C        | Denys Kožanov     | Illičivec'          | fine prestito |
| C        | Taison            | Metalist            | definitivo    |
| A        | Pylyp Budkivs'kyj | Illičivec'          | definitivo    |
| A        | Maicon            | Zorja               | fine prestito |

| Partenze | Partenze            | Partenze    | Partenze   |
| R.       | Nome                | a           | Modalità   |
| -------- | ------------------- | ----------- | ---------- |
| P        | Bohdan Šust         | Metalist    | svincolato |
| D        | Mykola Iščenko      | Illičivec'  | prestito   |
| D        | Ivan Ordec'         | Illičivec'  | prestito   |
| D        | Oleksij Poljans'kyj | Illičivec'  | prestito   |
| C        | Denys Kožanov       | Sevastopol' | prestito   |
| C        | Willian             | Anži        | definitivo |
| A        | Dentinho            | Beşiktaş    | prestito   |
| A        | Marko Dević         | Metalist    | definitivo |

## Risultati

### Supercoppa
| Arbitro: | Anatolij Abdula (Charkiv) |

|  |           |                              |
|  | Marcatori | 6’ Luiz Adriano 35’ D. Costa |

### Prem"jer-liha

#### Girone d'andata
| Arbitro: | Jurij Možarovs'kyj (Leopoli) |

|                                                                                    |           |  |
| Mxit'aryan 13’, 31’ Selezn'ov 34’ Alex Teixeira 39’ Ilsinho 66’ Dević 90+4’ (rig.) | Marcatori |  |

| Arbitro: | Kostjantyn Truchanov (Charkiv) |

|              |           |                                            |
| Raičević 85’ | Marcatori | 51’ Mxit'aryan 52’ Ilsinho 90+3’ Selezn'ov |

| Arbitro: | Serhij Bojko (Kiev) |

|                   |           |  |
| Fernandinho 90+3’ | Marcatori |  |

| Arbitro: | Jevhen Aranovs'kyj (Kiev) |

|  |           |                                                |
|  | Marcatori | 4’ Dević 32’, 51’ Mxit'aryan 42’ Alex Teixeira |

| Arbitro: | Andriy Kuzmin (Mykolaïv) |

|                                                |           |            |
| Mxit'aryan 8’, 58’ Dević 18’ Alex Teixeira 69’ | Marcatori | 38’ Januzi |

| Arbitro: | Yaroslav Kozyk (Mukačevo) |

|               |           |                                                       |
| Didenko 90+3’ | Marcatori | 3’, 84’, 86’ Mxit'aryan 64’ Alex Teixeira 80’ Willian |

| Arbitro: | Jurij Možarovs'kyj (Černivci) |

|                                              |           |  |
| Dentinho 31’ Luiz Adriano 39’ Mxit'aryan 41’ | Marcatori |  |

| Arbitro: | Anatolij Abdula (Charkiv) |

|                                 |           |                |
| Kučer 20’, 62’ Luiz Adriano 81’ | Marcatori | 45’ Jarmolenko |

| Arbitro: | Jurij Možarovs'kyj (Leopoli) |

|  |           |                                                   |
|  | Marcatori | 41’ Alex Teixeira 62’ Mxit'aryan 65’ Luiz Adriano |

| Arbitro: | Serhij Bojko (Kiev) |

|                         |           |           |
| Mxit'aryan 19’ Srna 80’ | Marcatori | 9’ Rotan' |

| Arbitro: | Viktor Švecov (Odessa) |

|  |           |                            |
|  | Marcatori | 25’ Mxit'aryan 42’ Ilsinho |

| Arbitro: | Andriy Kuzmin (Mykolaïv) |

|                             |           |           |
| Ilsinho 48’ Čyhryns'kyj 53’ | Marcatori | 37’ Fomin |

| Arbitro: | Viktor Švecov (Odessa) |

|  |           |                   |
|  | Marcatori | 49’ Alex Teixeira |

| Arbitro: | Yuriy Gris (Leopoli) |

|                                      |           |  |
| D. Costa 20’ (rig.) Luiz Adriano 82’ | Marcatori |  |

| Arbitro: | Jurij Možarovs'kyj (Leopoli) |

|  |           |                                                     |
|  | Marcatori | 10’ Eduardo 23’, 37’ Mxit'aryan 90+1’ Alex Teixeira |

#### Girone di ritorno
| Arbitro: | Oleksandr Derdo (Čornomors'k) |

|                                |           |  |
| Shatskix 34’ K'obakhidze 90+3’ | Marcatori |  |

| Arbitro: | Viktor Švecov (Odessa) |

|                                                              |           |               |
| Ilsinho 5’ Willian 13’ Mxit'aryan 17’ D. Costa 62’ Dević 80’ | Marcatori | 45’ Le Tallec |

| Arbitro: | Anatoliy Zhabchenko (Sinferopoli) |

|  |           |                                  |
|  | Marcatori | 29’ Mxit'aryan 47’ Alex Teixeira |

| Arbitro: | Yuriy Moseychuk (Černivci) |

|                                                         |           |              |
| Šandruk 10’ (aut.) Kučer 14’ D. Costa 54’ Eduardo 90+2’ | Marcatori | 51’ Bicfalvi |

| Arbitro: | Serhij Bojko (Kiev) |

|  |           |                  |
|  | Marcatori | 19’ Luiz Adriano |

| Arbitro: | Anatoliy Zhabchenko (Sinferopoli) |

|                                                 |           |  |
| Fernandinho 42’ Mxit'aryan 59’ Luiz Adriano 73’ | Marcatori |  |

| Arbitro: | Jevhen Aranovs'kyj (Kiev) |

|             |           |                                   |
| Žovtyuk 44’ | Marcatori | 32’ Alex Teixeira 45+2’ Rakyc'kyj |

| Arbitro: | Vitaliy Godulyan (Odessa) |

|                |           |                     |
| Jarmolenko 10’ | Marcatori | 44’, 75’ Mxit'aryan |

| Arbitro: | Vitaliy Romanov (Dnipropetrovs'k) |

|                                               |           |  |
| Kryvcov 81’ Mxit'aryan 89’ Luiz Adriano 90+2’ | Marcatori |  |

| Arbitro: | Jurij Možarovs'kyj (Leopoli) |

|             |           |                 |
| Matheus 13’ | Marcatori | 62’ (rig.) Srna |

| Arbitro: | Vitaliy Godulyan (Odessa) |

|             |           |           |
| Ilsinho 84’ | Marcatori | 39’ Dević |

| Arbitro: | Serhii Skrypak (Kiev) |

|              |           |                  |
| Mandzyuk 73’ | Marcatori | 13’ Alan Patrick |

| Arbitro: | Ivan Bondar (Kiev) |

|                                                                     |           |  |
| D. Costa 7’ Alex Teixeira 38’ Maicon 41’ Mxit'aryan 74’, 80’ (rig.) | Marcatori |  |

| Arbitro: | Serhiy Lisenčuk (Kiev) |

|                                    |           |                                      |
| Jokić 14’ Junior 62’ Pisoc'kyj 69’ | Marcatori | 33’ Ismaily 75’ Eduardo 90+3’ Taison |

| Arbitro: | Viktor Švecov (Odessa) |

|                                                    |           |  |
| D. Costa 24’ Mxit'aryan 49’ Taison 74’ Eduardo 87’ | Marcatori |  |

### Coppa d'Ucraina
| Arbitro: | Anatoliy Zhabchenko (Sinferopoli) |

|                                                             |           |           |
| Luiz Adriano 22’ Alex Teixeira 41’ Fernandinho 76’ Srna 83’ | Marcatori | 27’ Taiwo |

| Arbitro: | Kostjantyn Truchanov (Charkiv) |

|                     |           |                                                                       |
| J. López 55’ (rig.) | Marcatori | 48’ Fernandinho 68’ Alex Teixeira 72’ Luiz Adriano 75’ (rig.) Willian |

| Arbitro: | Sergiy Berezka (Kiev) |

|                           |           |                   |
| Haj 32’ Alex Teixeira 42’ | Marcatori | 79’ (rig.) Zenjov |

| Arbitro: | Jurij Možarovs'kyj (Leopoli) |

|                 |           |                                          |
| Tkačëv 37’, 71’ | Marcatori | 9’, 65’ Luiz Adriano 19’, 53’ Mxit'aryan |

| Arbitro: | Jevhen Aranovs'kyj (Kiev) |

|                                              |           |  |
| Fernandinho 41’ Alex Teixeira 53’ Taison 73’ | Marcatori |  |

### Champions League

#### Fase a gironi
| Arbitro: | Paweł Gil |

|                     |           |  |
| Mxit'aryan 44’, 76’ | Marcatori |  |

| Arbitro: | Bas Nijhuis |

|             |           |                   |
| Bonucci 25’ | Marcatori | 23’ Alex Teixeira |

| Arbitro: | Damir Skomina |

|                                  |           |           |
| Alex Teixeira 3’ Fernandinho 52’ | Marcatori | 88’ Oscar |

| Arbitro: | Carlos Velasco Carballo |

|                                 |           |                 |
| Torres 6’ Oscar 40’ Moses 90+4’ | Marcatori | 9’, 47’ Willian |

| Arbitro: | Antony Gautier |

|                              |           |                                             |
| Nordstrand 24’ Lorentzen 29’ | Marcatori | 26’, 53’, 81’ Luiz Adriano 44’, 50’ Willian |

| Arbitro: | Jonas Eriksson |

|  |           |                  |
|  | Marcatori | 56’ (aut.) Kučer |

#### Ottavi di finale
| Arbitro: | Howard Webb |

|                       |           |                             |
| Srna 31’ D. Costa 68’ | Marcatori | 41’ Lewandowski 87’ Hummels |

| Arbitro: | Damir Skomina |

|                                                 |           |  |
| Felipe Santana 31’ Götze 37’ Błaszczykowski 59’ | Marcatori |  |